# Hyssopus cracens
Hyssopus cracens är en stekelart som beskrevs av Graham 1983. Hyssopus cracens ingår i släktet Hyssopus och familjen finglanssteklar.
Artens utbredningsområde är Madeira. Inga underarter finns listade i Catalogue of Life.